# カルゴポリ
座標: 北緯61度30分 東経38度56分 / 北緯61.500度 東経38.933度

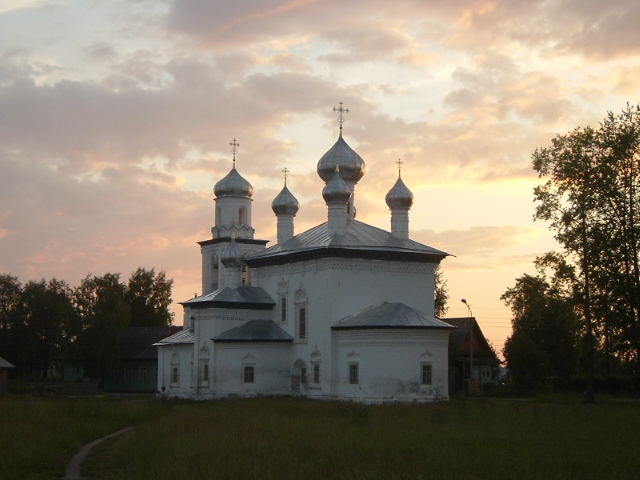
17世紀に建設された聖堂。石の壁面は特異な浮彫で飾られている

カルゴポリ（Каргополь, Kargopol）はロシアのアルハンゲリスク州にある町。人口は8,849人（2021年）。オネガ川中流の町で、ラチャ湖からオネガ川が流れ出るところから数キロメートル北にある。カルゴポルスキー地区の行政中心都市。

## 歴史
カルゴポリの創建年代は不明だが、1146年の年代記にその名が初出する。カルゴポリはノヴゴロド公国の北方の交易拠点で、スラブ人（ポモールと呼ばれる北への入植民）の最北の居住地の一つであった。カルゴポリに関する記録は甚だ少ないが、13世紀・14世紀のビャルマランド（Bjarmaland, 白海南岸のノース人による呼び名）の交易の中心地であったと考えられる。1447年にはモスクワ大公ドミトリー・ドンスコイの孫、ドミトリー・シェミャーカが、同じくドミトリー・ドンスコイの孫でモスクワ大公となったヴァシーリー2世の追手から逃れカルゴポリへ来ている。
大公国の首都モスクワと、当時のロシア唯一の貿易港アルハンゲリスクを結ぶ水路・陸路の途中に位置するカルゴポリはロシアでも有数の豊かな町となり、特にイギリスの商人（ムスコヴィ会社）が16世紀半ばにアルハンゲリスク経由のロシア・西欧間貿易を始めて以来物流が増えた。モスクワ大公国の後継争いに端を発する大動乱の時期、カルゴポリはポーランド・リトアニア共和国軍の攻撃に耐えた。また大動乱の最中の1608年には農民反乱軍の指導者イヴァン・ボロトニコフはカルゴポリで処刑された。
ロシア帝国がバルト海に進出しサンクトペテルブルクを築いた後、白海経由の交易は衰え、カルゴポリも次第に衰退した。しかしカルゴポリも含むポモールの人々はシベリアへの探検に熱心であり、カルゴポリ出身のアレクサンドル・バラノフは東シベリアからアラスカへ渡り初代のロシア領アメリカ（アラスカ）総督となった。

## 観光
今日のカルゴポリは静かな地方都市であり歴史都市として観光客が訪れる。カルゴポリは伝統的な小さな土人形でも知られている。
17世紀の黄金時代には、カルゴポリにはロシア建築の聖堂などが次々に建てられた。木造や白い石造の聖堂のいくつかが今日でもカルゴポリとその近郊に残っている。最古のものは黒いドームのキリスト降誕聖堂で、ノヴゴロド人が白雲石で築き、1562年に献堂された。その他、壁面に浮彫を施された白い聖堂が多く見られる。

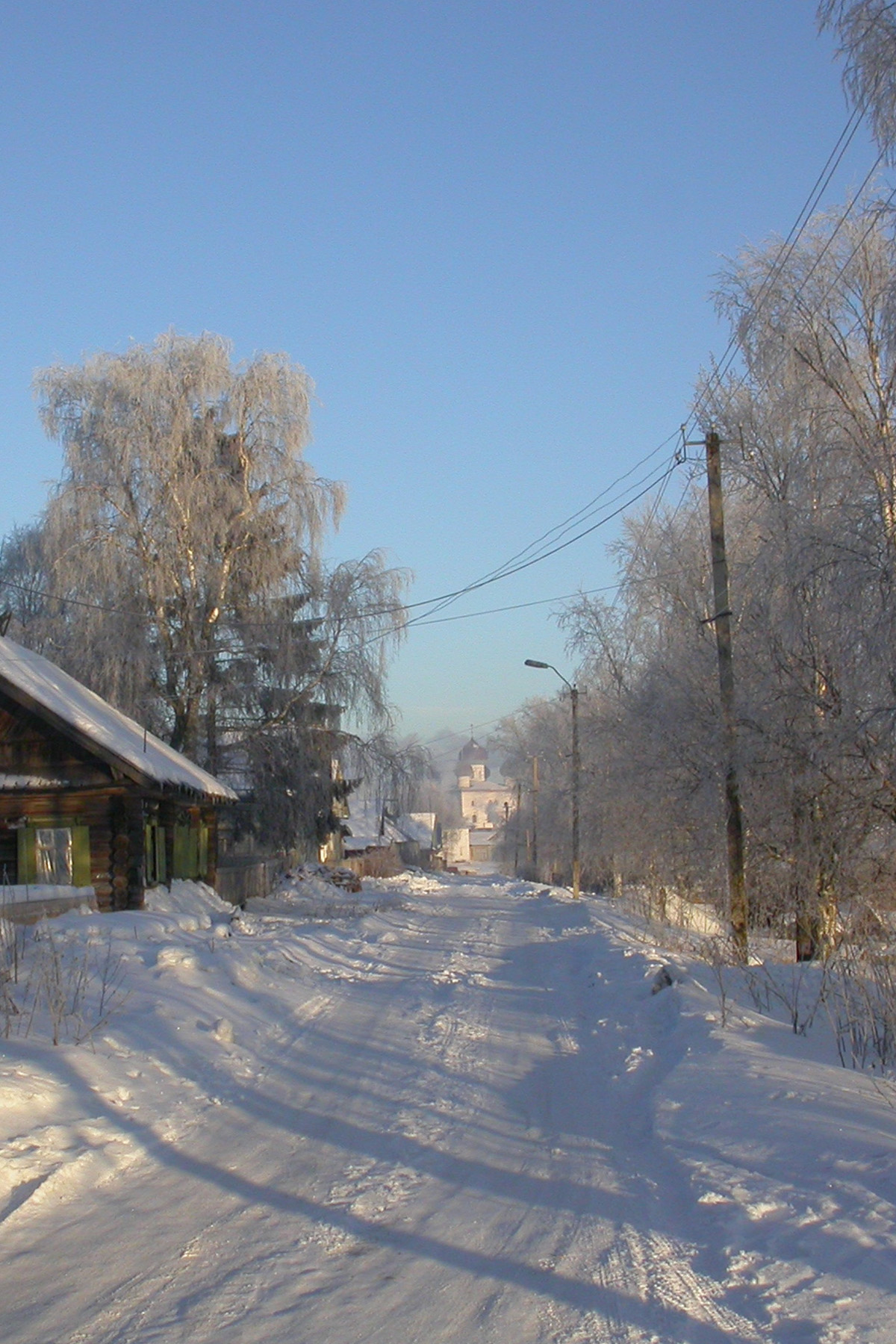
冬のカルゴポリ
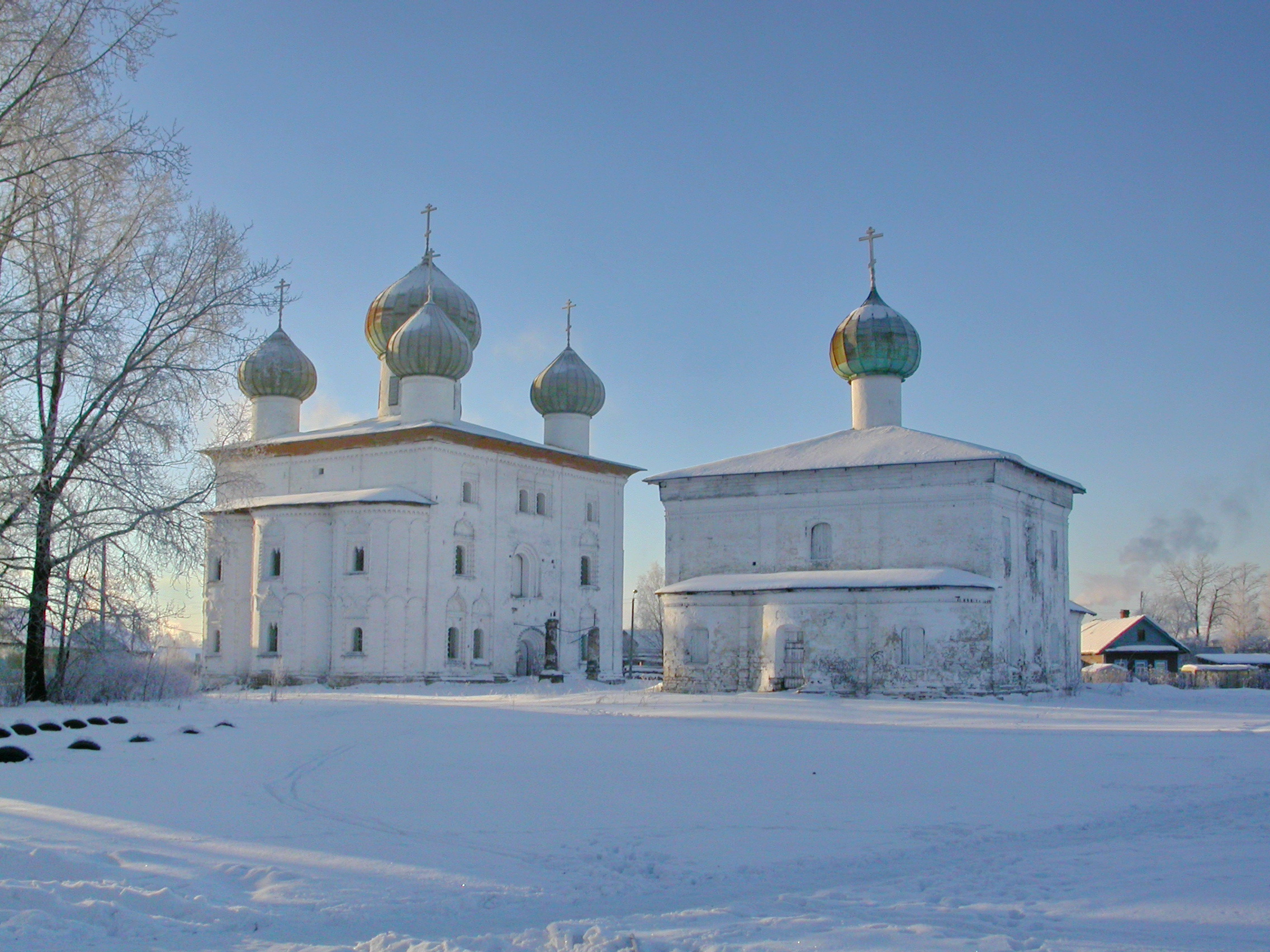
ニコルスカヤ聖堂
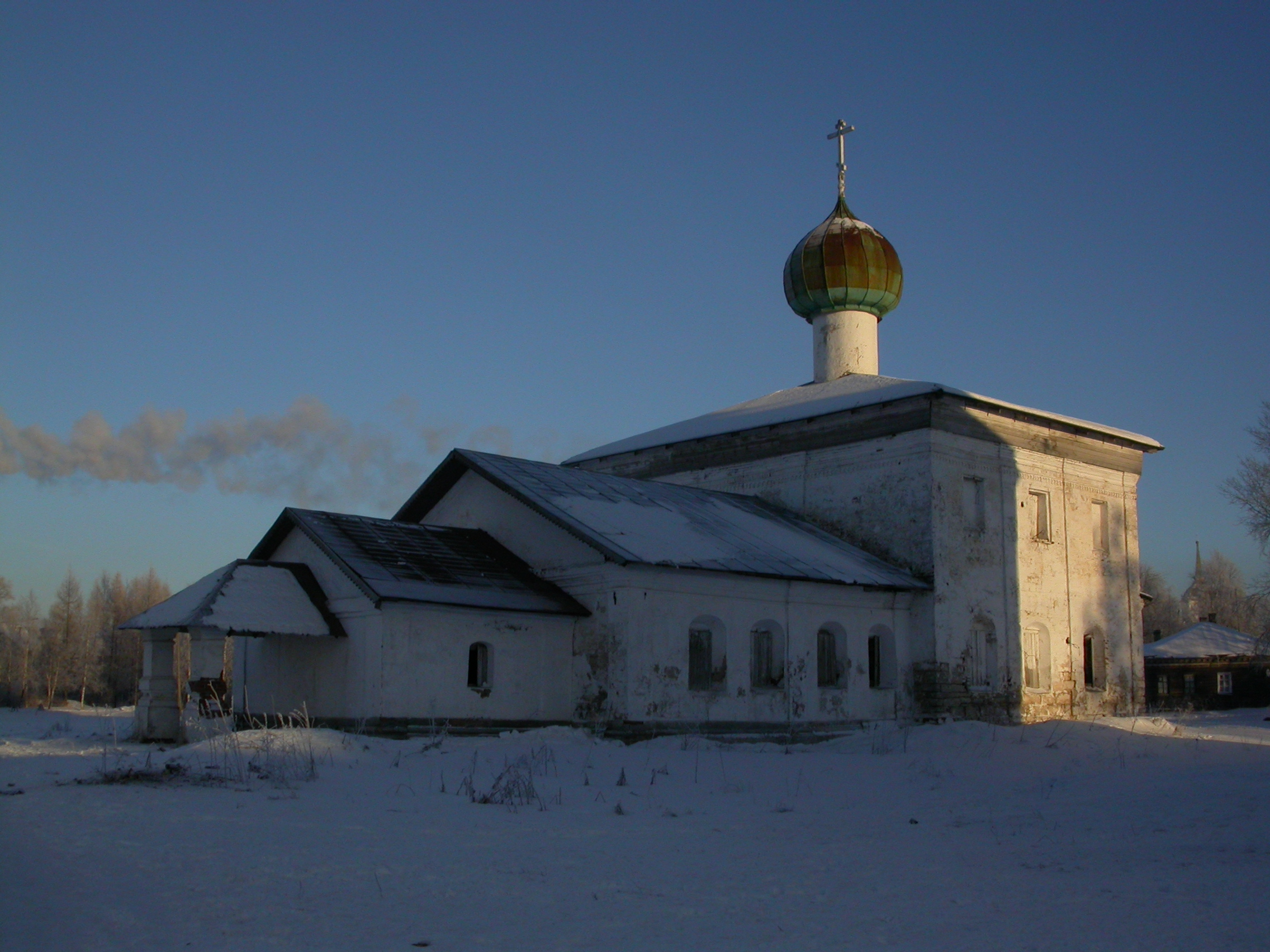
ニコルスカヤ聖堂
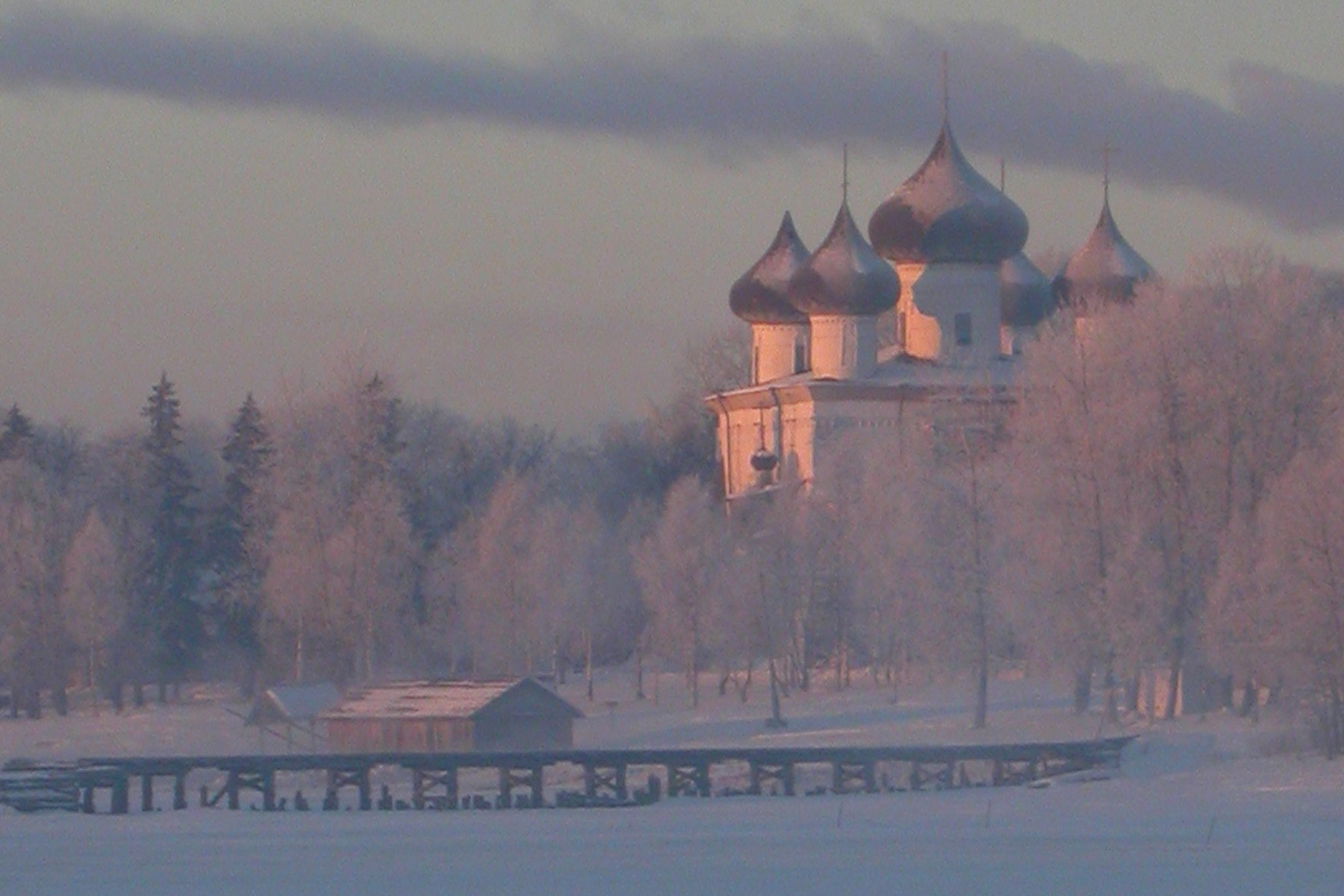
キリスト降誕聖堂
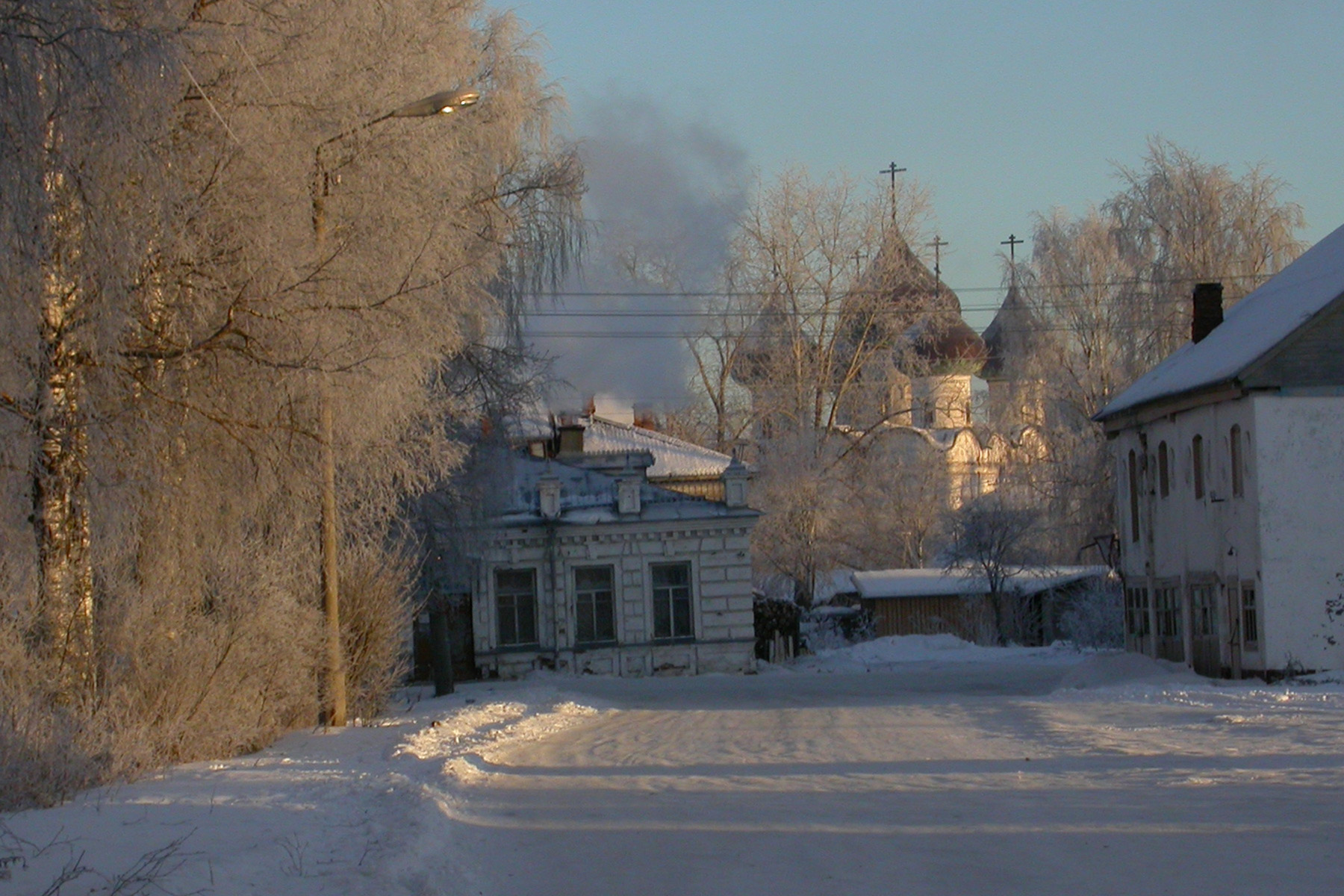
ヴォスクレセンスカヤ聖堂
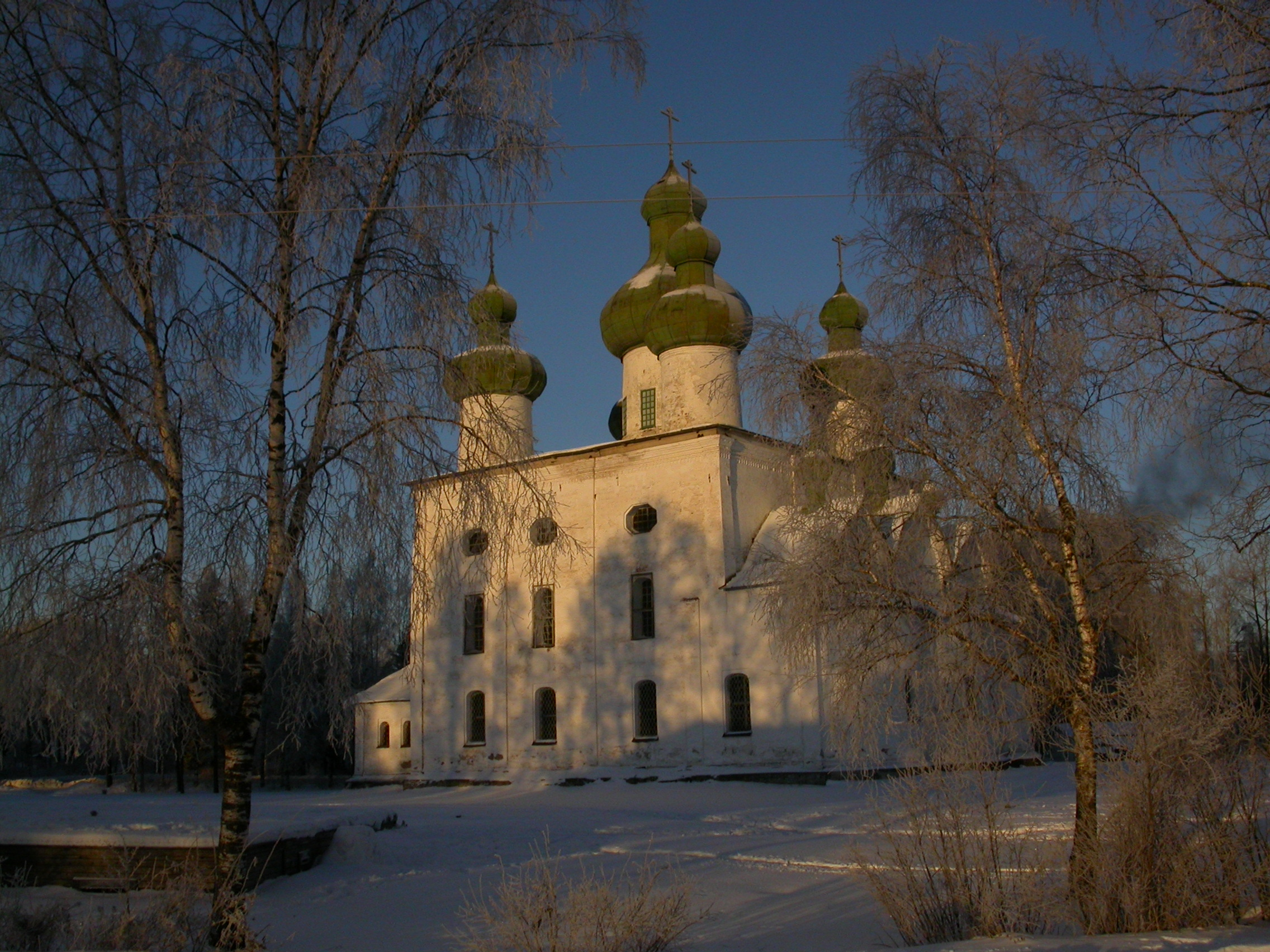
洗礼者ヨハネ聖堂
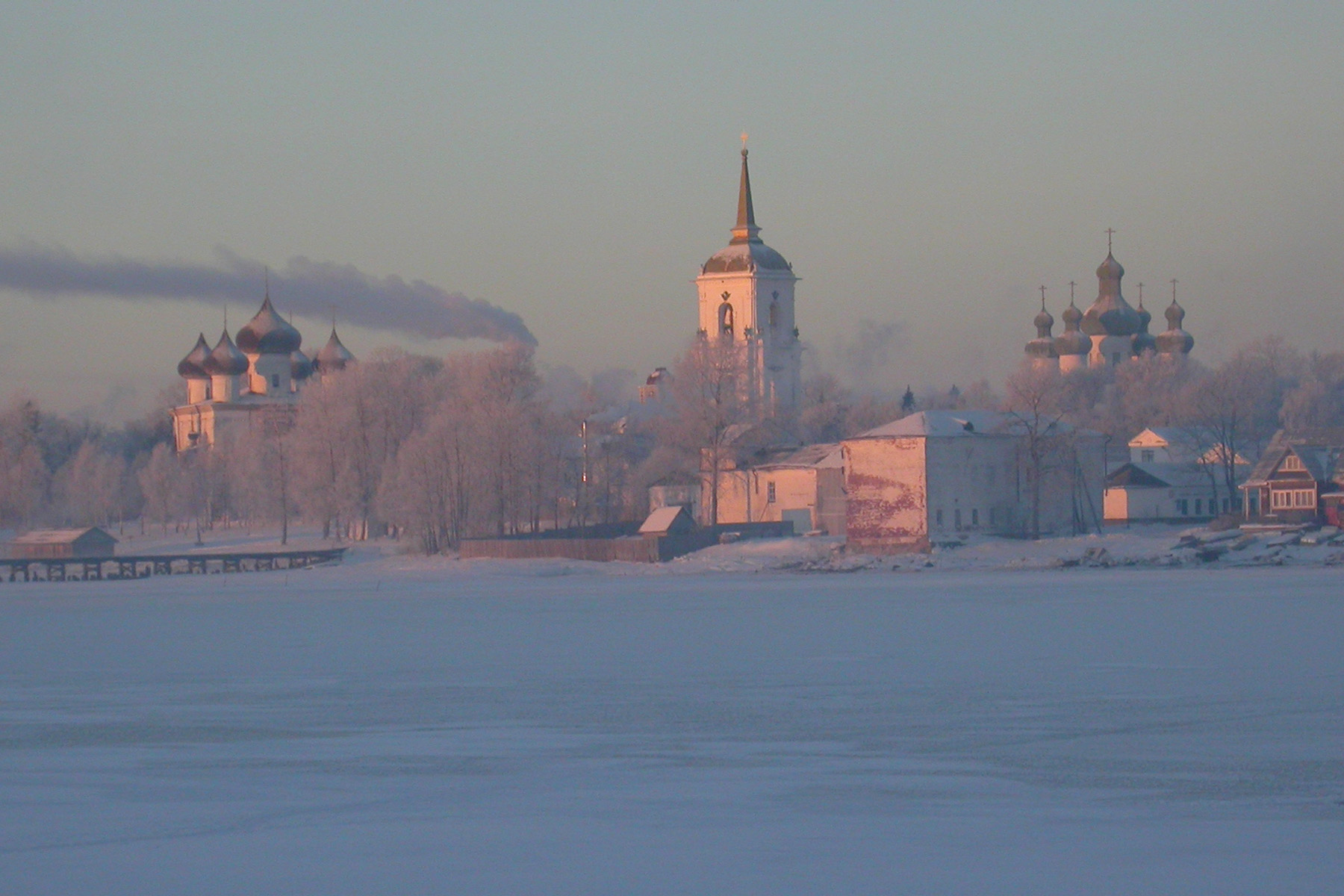

## 気候
| カルゴポリの気候                | カルゴポリの気候 | カルゴポリの気候 | カルゴポリの気候 | カルゴポリの気候 | カルゴポリの気候 | カルゴポリの気候 | カルゴポリの気候 | カルゴポリの気候 | カルゴポリの気候 | カルゴポリの気候 | カルゴポリの気候 | カルゴポリの気候 | カルゴポリの気候 |
| 月                              | 1月              | 2月              | 3月              | 4月              | 5月              | 6月              | 7月              | 8月              | 9月              | 10月             | 11月             | 12月             | 年               |
| ------------------------------- | ---------------- | ---------------- | ---------------- | ---------------- | ---------------- | ---------------- | ---------------- | ---------------- | ---------------- | ---------------- | ---------------- | ---------------- | ---------------- |
| 最高気温記録 °C （°F）          | 3.8 (38.8)       | 5.2 (41.4)       | 12.9 (55.2)      | 25.8 (78.4)      | 28.9 (84)        | 35.1 (95.2)      | 34.0 (93.2)      | 32.8 (91)        | 26.1 (79)        | 20.0 (68)        | 9.9 (49.8)       | 7.6 (45.7)       | 35.1 (95.2)      |
| 平均最高気温 °C （°F）          | −8.1 (17.4)      | −6.4 (20.5)      | −0.1 (31.8)      | 7.5 (45.5)       | 15.2 (59.4)      | 20.2 (68.4)      | 22.7 (72.9)      | 19.4 (66.9)      | 13.1 (55.6)      | 5.6 (42.1)       | −1.7 (28.9)      | −5.6 (21.9)      | 6.8 (44.2)       |
| 日平均気温 °C （°F）            | −11.7 (10.9)     | −10.2 (13.6)     | −4.6 (23.7)      | 2.6 (36.7)       | 9.5 (49.1)       | 14.7 (58.5)      | 17.5 (63.5)      | 14.6 (58.3)      | 9.4 (48.9)       | 3.1 (37.6)       | −4.2 (24.4)      | −8.7 (16.3)      | 2.7 (36.9)       |
| 平均最低気温 °C （°F）          | −15.2 (4.6)      | −13.9 (7)        | −9.1 (15.6)      | −2.3 (27.9)      | 3.9 (39)         | 9.1 (48.4)       | 12.2 (54)        | 9.8 (49.6)       | 5.6 (42.1)       | 0.6 (33.1)       | −6.6 (20.1)      | −11.7 (10.9)     | −1.5 (29.3)      |
| 最低気温記録 °C （°F）          | −44.2 (−47.6)    | −39.0 (−38.2)    | −33.7 (−28.7)    | −20.7 (−5.3)     | −7.3 (18.9)      | −2.3 (27.9)      | 1.2 (34.2)       | −1.4 (29.5)      | −7.4 (18.7)      | −16.1 (3)        | −31.8 (−25.2)    | −37.9 (−36.2)    | −44.2 (−47.6)    |
| 降水量 mm （inch）              | 41.3 (1.626)     | 32.7 (1.287)     | 34.6 (1.362)     | 33.8 (1.331)     | 54.7 (2.154)     | 66.4 (2.614)     | 76.3 (3.004)     | 83.6 (3.291)     | 61.8 (2.433)     | 60.1 (2.366)     | 55.2 (2.173)     | 52.0 (2.047)     | 652.5 (25.689)   |
| 出典：Погода и климат Каргополь |                  |                  |                  |                  |                  |                  |                  |                  |                  |                  |                  |                  |                  |